# Vaudelnay
Vaudelnay és un municipi francès situat al departament de Maine i Loira i a la regió de País del Loira. L'any 2007 tenia 1.201 habitants.

## Demografia

### Població
El 2007 la població de fet de Vaudelnay era de 1.201 persones. Hi havia 444 famílies de les quals 80 eren unipersonals (36 homes vivint sols i 44 dones vivint soles), 156 parelles sense fills, 184 parelles amb fills i 24 famílies monoparentals amb fills.
La població ha evolucionat segons el següent gràfic:
Habitants censats

### Habitatges
El 2007 hi havia 505 habitatges, 451 eren l'habitatge principal de la família, 27 eren segones residències i 27 estaven desocupats. 490 eren cases i 14 eren apartaments. Dels 451 habitatges principals, 385 estaven ocupats pels seus propietaris, 60 estaven llogats i ocupats pels llogaters i 6 estaven cedits a títol gratuït; 1 tenia una cambra, 20 en tenien dues, 41 en tenien tres, 125 en tenien quatre i 264 en tenien cinc o més. 332 habitatges disposaven pel capbaix d'una plaça de pàrquing. A 191 habitatges hi havia un automòbil i a 230 n'hi havia dos o més.

### Piràmide de població
La piràmide de població per edats i sexe el 2009 era:
| Homes | Edats   | Dones |
| ----- | ------- | ----- |
| 4     | 95 o +  | 0     |
| 0     | 90 a 94 | 12    |
| 0     | 85 a 89 | 8     |
| 12    | 80 a 84 | 4     |
| 24    | 75 a 79 | 40    |
| 20    | 70 a 74 | 24    |
| 32    | 65 a 69 | 40    |
| 16    | 60 a 64 | 28    |
| 20    | 55 a 59 | 12    |
| 40    | 50 a 54 | 36    |
| 36    | 45 a 49 | 44    |
| 36    | 40 a 44 | 16    |
| 40    | 35 a 39 | 36    |
| 36    | 30 a 34 | 48    |
| 36    | 25 a 29 | 16    |
| 32    | 20 a 24 | 28    |
| 24    | 15 a 19 | 36    |
| 40    | 10 a 14 | 28    |
| 52    | 5 a 9   | 36    |
| 24    | 0 a 4   | 28    |

## Economia
El 2007 la població en edat de treballar era de 739 persones, 569 eren actives i 170 eren inactives. De les 569 persones actives 525 estaven ocupades (289 homes i 236 dones) i 44 estaven aturades (14 homes i 30 dones). De les 170 persones inactives 59 estaven jubilades, 67 estaven estudiant i 44 estaven classificades com a «altres inactius».

### Ingressos
El 2009 a Vaudelnay hi havia 447 unitats fiscals que integraven 1.206 persones, la mediana anual d'ingressos fiscals per persona era de 16.341 €.

### Activitats econòmiques
Dels 31 establiments que hi havia el 2007, 5 eren d'empreses alimentàries, 6 d'empreses de construcció, 4 d'empreses de comerç i reparació d'automòbils, 4 d'empreses d'hostatgeria i restauració, 1 d'una empresa d'informació i comunicació, 1 d'una empresa financera, 5 d'empreses immobiliàries, 1 d'una empresa de serveis i 4 d'empreses classificades com a «altres activitats de serveis».
Dels 6 establiments de servei als particulars que hi havia el 2009, 1 era un paleta, 1 fusteria, 1 lampisteria, 1 electricista i 2 perruqueries.
Dels 3 establiments comercials que hi havia el 2009, 1 era una gran superfície de material de bricolatge, 1 una botiga de menys de 120 m² i 1 una fleca.
L'any 2000 a Vaudelnay hi havia 44 explotacions agrícoles que ocupaven un total de 1.584 hectàrees.

## Equipaments sanitaris i escolars
El 2009 hi havia una escola elemental.

## Poblacions més properes
El següent diagrama mostra les poblacions més properes.